# Găujani
Găujani és una comuna de la província de Giurgiu, en Romania. Està formada per tres pobles: Cetățuia, Găujani i Pietrișu.

## Personalitats
- Mariana Nicolesco (n. 1948), soprano romanesa.